# Délégation à l'information et à la communication de la Défense
La délégation à l’information et à la communication de la Défense (DICoD) est un service français du ministère des Armées créé en 1998 comme héritier du SIRPA, et qui est responsable de l’ensemble des actions de communication internes et externes visant à faire connaître la politique de défense de la France, l'emploi des forcées armées, contribuant ainsi à la pleine intégration des armées dans la Nation. La création de la fonction de porte-parole du ministère des Armées, dévolue au délégué à l’information et à la communication, ainsi qu’au délégué adjoint en son absence, permet une communication institutionnelle régulière.
Elle est dirigée par le porte-parole du ministère des Armées, portant également le titre de Délégué à l'information et à la communication de la Défense.

## Organisation

### Structure
Elle a été créée par un décret du 27 juillet 1998. Son organisation est définie par un arrêté du 24 février 2016.
La délégation à l'information et à la communication de la défense comprend :
1° Le Secrétariat général
2° La Sous-direction Stratégies
3° La Sous-direction Opérations
Elle assure en outre la tutelle de l'Établissement de communication et de production audiovisuelle de la Défense (ECPAD), établissement public administratif situé au fort d'Ivry, qui assure la production audiovisuelle et la mise en valeur des archives audiovisuelles du ministère des Armées. 
Située auparavant à l'École militaire, la DICoD a déménagé en 2015 au sein de l'Hexagone Balard.

### Direction
| Directeur               | Date de nomination | Texte de nomination       |
| ----------------------- | ------------------ | ------------------------- |
| Jean-François Bureau    | 29 juillet 1998    | Décret du 29 juillet 1998 |
| Laurent Teisseire       | 2 août 2007        | Décret du 2 août 2007     |
| Gérard Gachet           | 5 janvier 2012     | Décret du 5 janvier 2012  |
| Philipe Germain         | 26 juillet 2012    | Décret du 26 juillet 2012 |
| Pierre Bayle            | 14 mars 2013       | Décret du 14 mars 2013    |
| Valérie Lecasble        | 1 juin 2016        | Décret du 19 mai 2016     |
| Yasmine-Eva Farès Emery | 1 novembre 2018    | Décret du 10 octobre 2018 |
| Yann Gravêthe (intérim) | 23 mars 2022       | Décret du 23 mars 2022    |
| Olivia Penichou         | 17 avril 2023      | Décret du 28 mars 2023    |